# Bảo tàng Trẻ em
Bảo tàng Trẻ em (tiếng Ba Lan: Muzeum dla Dzieci) là một bảo tàng tọa lạc tại số 1 phố Kredytowa, Warsaw, Ba Lan. Bảo tàng là một chi nhánh của Bảo tàng Dân tộc học Quốc gia ở Warsaw. Bảo tàng Trẻ em là bảo tàng đầu tiên thuộc loại hình này ở Ba Lan. Tại đây, khách tham quan được chạm vào các vật triển lãm, chơi và học. Bảo tàng có nhiệm vụ "bảo vệ và phát huy di sản vật thể và phi vật thể; khơi dậy trí tò mò về thế giới", và một số nhiệm vụ khác.

## Lịch sử
Bảo tàng Trẻ em được thành lập vào năm 2012. Việc thành lập bảo tàng này là một phần của quá trình hiện đại hóa Bảo tàng Dân tộc học Quốc gia ở Warsaw.

## Triển lãm
Bên cạnh các hoạt động triển lãm thường trực và tạm thời, bảo tàng còn tổ chức nhiều sự kiện cho trẻ em và phụ huynh. Bảo tàng tạo ra các chương trình giáo dục hướng đến các nhóm trẻ em ở mọi lứa tuổi. Các hoạt động phong phú của bảo tàng bao gồm hội thảo, buổi gặp gỡ tác giả và họa sĩ minh họa sách cho trẻ em, hòa nhạc, và các sự kiện đặc biệt khác. Ngoài ra, bảo tàng cũng tham gia vào các chiến dịch xã hội hướng đến trẻ em, giáo dục trẻ em về cuộc sống lành mạnh.